# Imellem venner
Imellem venner (eng: Keeping the Faith) er en amerikansk dramakomediefilm fra 2000 instrueret af Edward Norton, der også selv spiller en af hovedrollerne sammen med Ben Stiller og Jenna Elfman.

## Medvirkende
- Ben Stiller som rabbiner Jake Schram
- Edward Norton som fader Brian Kilkenney Finn
- Jenna Elfman som Anna Riley
- Anne Bancroft som Ruth Schram
- Milos Forman som fader Havel
- Eli Wallach som rabbiner Ben Lewis
- Holland Taylor som Bonnie Rose
- Lisa Edelstein som Ali Decker
- Rena Sofer som Rachel Rose
- Bodhi Elfman som Howard the Casanova
- Brian George som Paulie Chopra
- Ron Rifkin som Larry Friedman
- Ken Leung	som Don
- Susie Essman som Ellen Friedman